# Aston Villa Football Club 1989-1990
Questa voce raccoglie le informazioni riguardanti l'Aston Villa Football Club nelle competizioni ufficiali della stagione 1989-1990.

## Stagione
In campionato l'Aston Villa lottò per il titolo con il Liverpool, arrivando a guidare la classifica per alcune settimane; al termine della stagione i Villans si classificarono secondi con nove punti di svantaggio sui Reds, ottenendo la qualificazione in Coppa UEFA grazie alla revoca del bando dei club inglesi in seguito alla strage dell'Heysel.

## Rosa
| N. |                        | Ruolo | Calciatore       |
| -- | ---------------------- | ----- | ---------------- |
|    | Inghilterra (bandiera) | P     | Lee Butler       |
|    | Inghilterra (bandiera) | P     | Nigel Spink      |
|    | Inghilterra (bandiera) | D     | Andrew Comyn     |
|    | Inghilterra (bandiera) | D     | Darrell Duffy    |
|    | Inghilterra (bandiera) | D     | Kevin Gage       |
|    | Scozia (bandiera)      | D     | Bernie Gallacher |
|    | Inghilterra (bandiera) | D     | Derek Mountfield |
|    | Inghilterra (bandiera) | D     | Chris Price      |
|    | Inghilterra (bandiera) | D     | Steve Sims       |
|    | Irlanda (bandiera)     | D     | Paul McGrath     |
|    | Danimarca (bandiera)   | D     | Kent Nielsen     |
|    | Inghilterra (bandiera) | C     | Paul Birch       |
|    | Inghilterra (bandiera) | C     | Mark Blake       |
|    | Inghilterra (bandiera) | C     | Nigel Callaghan  |

| N. |                              | Ruolo | Calciatore             |
| -- | ---------------------------- | ----- | ---------------------- |
|    | Inghilterra (bandiera)       | C     | Gordon Cowans          |
|    | Inghilterra (bandiera)       | C     | Tony Daley             |
|    | Inghilterra (bandiera)       | C     | Stuart Gray (capitano) |
|    | Inghilterra (bandiera)       | C     | David Platt            |
|    | Inghilterra (bandiera)       | C     | Gareth Williams        |
|    | Irlanda (bandiera)           | A     | Tony Cascarino         |
|    | Inghilterra (bandiera)       | A     | Adrian Heath           |
|    | Inghilterra (bandiera)       | A     | Mark Lillis            |
|    | Inghilterra (bandiera)       | A     | Tommy Mooney           |
|    | Inghilterra (bandiera)       | A     | Ian Olney              |
|    | Inghilterra (bandiera)       | A     | Ian Ormondroyd         |
|    | Inghilterra (bandiera)       | A     | Dean Spink             |
|    | Trinidad e Tobago (bandiera) | A     | Dwight Yorke           |